# Università di Münster
L'Università di Münster (in tedesco: Universität Münster, sigla WWU) è un ateneo pubblico tedesco a Münster, Renania Settentrionale-Vestfalia, Germania.
È un'importante università internazionalmente ben conosciuta.

## Storia

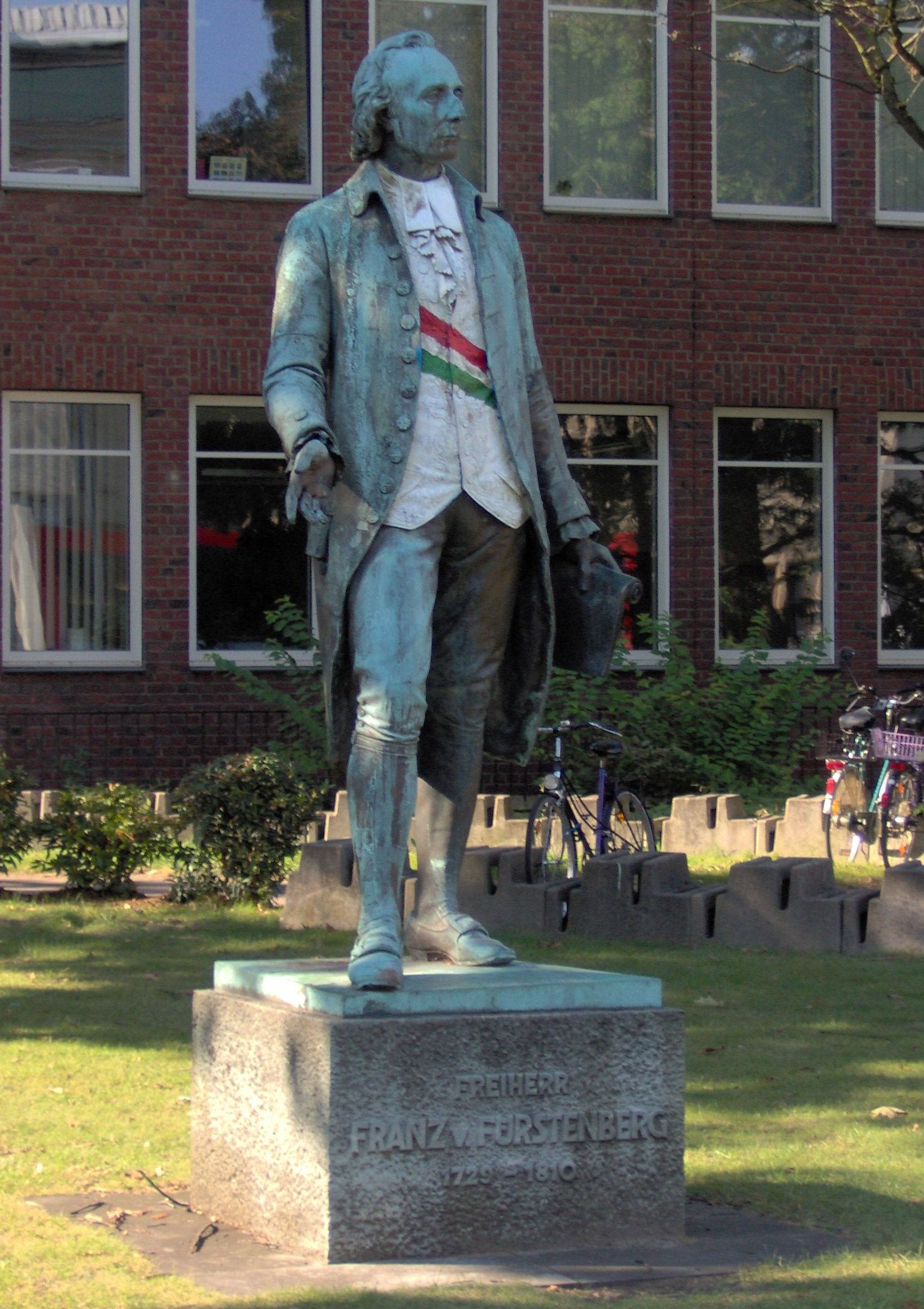
Monumento a Franz Friedrich Wilhelm von Fürstenberg

Le radici dell'università di Münster debbono essere ricercate in un collegio dei gesuiti (Jesuiten-Kolleg Münster) fondato a Münster nel 1588. La fondazione dell'università di Münster risale invece agli ultimi decenni del XVIII secolo, nel quadro della riforma del sistema educativo attuato, dopo la Guerra dei Sette anni, da Franz Friedrich Wilhelm von Fürstenberg, sotto il principe-vescovo di Münster Maximilian Friedrich von Königsegg-Rothenfels. L'istituzione dell'università fu approvata l'8 ottobre 1773, mentre l'apertura dei corsi avvenne il 16 aprile 1780, con l'istituzione delle facoltà di teologia, filosofia, giurisprudenza e medicina. Il principe-vescovo Königsegg-Rothenfels ne fu formalmente il primo rettore, mentre Franz di Fürstenberg, formalmente primo cancelliere, ne fu di fatto l'organizzatore e l'effettivo amministratore fino al 1805, quando la città di Münster passò alla Prussia e l'università da cittadina si trasformò in università della Vestfalia. Ottenne l'attuale denominazione (Westfälische Wilhelms-Universität, WWU) dall'imperatore Guglielmo II nel 1907.

### Il Centro ricerche sull'Asia Minore
Nel 1968, Friedrich Karl Dörner diede vita al Forschungsstelle Asia Minor (Centro ricerche sull'Asia Minore) i cui scavi archeologici si concentrarono inizialmente sul Regno di Commagene, su Arshamashan (antica Kahta), e in particolare sullo Hierothesion per la sepoltura sacra dei famigliari del monarca. Al pensionamento del fondatore, la direzione del centro fu assunta da Wolfgang Orth, Elmar Schwertheim e, dal 2009, da Klaus Zimmermann, che avviarono campagne di scavo nella Turchia occidentale: a Doliche, nel vicino tempio di Giove Dolicheno presso la località di Dülük Baba Tepesi, a Alessandria Troade, e, dal 2010, a Patara e a Licia. Dal 2008, il centro partecipò al progetto di catalogazione epigrafica del Museo Archeologico di Adıyaman.
Dal 1990, pubblicò il primo numero della rivista Asia Minor Studien, effettuando colloqui regolari per gli aspiranti pubblicisti. Nelle decadi successive, si aggiunse anche il sito web no profit, autofinanziato e open access archaeologie-online.de.

Nel 2008, il periodico festeggiò i quarantesimo ano di attività accademica.

## Organizzazione
- Facoltà della Teologia protestante
- Facoltà della Teologia cattolica
- Facoltà di Giurisprudenza
- Facoltà di Economia
- Facoltà di Medicina
- Facoltà di Filosofia
  - Reparto di Scienza Educativa e Sociale
  - Reparto di Scienza di Sport e di Psicologia
  - Reparto di Storia e di Filosofia
  - Reparto di Filologia
- Facoltà di Scienze Matematiche e Naturali
  - Reparto di Matematica ed Informatica
  - Reparto di Fisica
  - Reparto di Chimica e della Farmacia
  - Reparto di Biologia
  - Reparto di Scienze della Terra
- Facoltà di Musica